# Embalse Pino
El Embalse Pino, también conocido popularmente como el Dique Pino, se encuentra situado en el término municipal de Alosno, en la provincia de Huelva, comunidad autónoma de Andalucía (España). Fue construido para el abastecimiento de agua con fines industriales, dentro del área minera de Tharsis.

## Descripción
El Embalse Pino fue construido hacia finales del siglo XIX por la Tharsis Sulphur and Copper Company Limited con el fin de suministrar agua para las labores mineras que se desarrollaban en la zona. Posee una superficie aproximada de 2,8 hectáreas y sus reservas son de agua dulce, cuyo origen procede del cauce del Barranco del Pino. El embalse se encuentra situado en el área de Filón Norte, al sur del los talleres, la central térmica y del complejo ferroviario.
Desde 2014 está inscrito en el Catálogo General del Patrimonio Histórico Andaluz y cuenta con la catalogación de Bien de Interés Cultural.